# Pascal (unité)
Pour les articles homonymes, voir Pascal.
Le pascal, de symbole Pa, est l'unité de pression ou de contrainte du Système international d'unités (SI). Il est identique au newton par mètre carré et au joule par mètre cube.
Cette unité tient son nom de Blaise Pascal. Conformément aux règles du SI, son nom commence par une minuscule (« pascal ») et, puisqu'il provient d'un nom propre, son symbole commence par une majuscule (« Pa »).
Le pascal se définit comme la « contrainte qui, agissant sur une surface plane de 1 mètre carré, exerce sur cette aire une force totale de 1 newton ».
Comme il s'agit d'une valeur assez petite par rapport à la pression atmosphérique, des multiples décimaux de l'unité sont souvent utilisés : l'hectopascal (1 hPa = 100 Pa), le kilopascal (1 kPa = 1000 Pa), aussi le bar (1 bar = 105 Pa = 100 kPa).

## Histoire

### L'international centitoren 1911, équivalent du pascal moderne
La Commission de l'Association internationale du Froid a proposé en 1911 l'international centitor, abréviation de internationales centitorricelli, basé sur le tor (avec un seul r), la racine et l'abréviation de « Torricelli » , d'après Evangelista Torricelli le physicien et mathématicien italien. Cette commission proposait aussi d'adopter le système MKS, l'ancêtre du Système international d'unités, plutôt que le système CGS. Les unités de pression en vigueur étaient alors le micron de mercure, la dyne/centimètre², ou le barye du système CGS. L'international kilotor était égal à la mégabarye du système CGS (= au bar), employée par les physiciens, définie comme la pression d'une colonne de mercure de 750 mm sous gravité normale. Le millitor équivalait à 1 dyne par centimètre carré ou 1 barye (soit 0,1 Pa). Le microtor équivalait à 10-3 millitor,,. L'international centitor était donc égal au pascal. Ce système d'unité a été poussé dans l'arène par Heike Kamerlingh Onnes et Willem Hendrik Keesom dans leur article « Die Zustandsgleichung » de l'Encyklopädie der mathematischen Wissenschaften. L'international centitor a été remplacé par le pascal et son usage prohibé car trop proche dans son écriture du torr, aussi dérivé de Evangelista Torricelli.
L'éponyme du pascal est Blaise Pascal (1623-1662).

### Un premier projet de «pascal» en 1913
L'Association internationale du Froid a fait autour de 1913 une première proposition pour le newton tel que nous le connaissons. La définition du newton apparait dans le compte rendu des séances du Comité international des poids et mesures, réuni à Paris en 1913. De façon analogue au Système CGS, le Système MKS a été créé, « dont l'unité fondamentale de force est la force qui communique à 1 kilogramme une accélération de 1 m s−2 ». Suivant une proposition faite par la Commission constituée par l'Association internationale du Froid, cette unité de force était le newton. Accompagnant cette définition, un premier projet pour une unité de pression s'appelant « pascal » est apparu, toujours à la 5e CGPM : le « pascal » a été défini comme étant la pression uniforme qui, répartie sur une surface d'un centimètre carré, produirait un effort total de dix newtons (soit 10 N/cm2, soit la mégabarye du système CGS). Sous réserve de son utilisation, le kilogramme force par unité de surface était toujours d'usage. Cependant aucune décision définitive n'a été prise et l'unité n'a jamais été utilisée,.

### Le newton par mètre carré
Le newton par mètre carré est apparu dans le compte rendu des séances du Comité international des poids et mesures, réuni à Paris en 1913.
Même lorsque le système SI a été introduit en 1960, il n’existait toujours pas de nom spécifique pour l’unité de pression ; le « newton par mètre carré » a été utilisé. Ce long nom s'est avéré lourd à manier, d'autant plus que 1 N/m2 était une très petite pression. Dans l'industrie européenne, le bar (1 bar = 105 N/m2), qui correspond presque exactement à la pression d'une atmosphère, et, en météorologie, le millibar étaient courantes. On a aussi préposé un sous multiple décimal du newton par mètre carré, le gaede, et un multiple décimal, le vac. Le gaede (Gd) a été  proposé pour remplacer le micronewton par mètre carré, en l'honneur du physicien et pionnier de l'ingénierie du vide Wolfgang Gaede (en). Une représentation logarithmique de l'échelle de pression a aussi été évoquée.

### Le pascal
Afin d'éviter les multiples décimaux tels que 105 comme facteurs de conversion dans le système SI, la 14e CGPM, en octobre 1971, a donné à l'unité dérivée N/m2 le nom de pascal. Ce nom était déjà légal dans quelques pays,,.
Le nom de l'unité Pascal est apparu en 1956 dans les tables de G.W.C. Kaye et T.H. Laby. Dès 1961, la France l'adopte comme « unité de contrainte et de pression » et le définit comme la « contrainte qui, agissant sur une surface plane de 1 mètre carré, exerce sur cette aire une force totale de 1 newton ». L'unité a été créée en tant qu'unité légale en Allemagne dès 1969,. En 1971, la 14e Conférence générale des poids et mesures l'a adopté à l'unanimité.

## Définition
Le pascal est une unité dérivée du Système international, qui s’exprime en unités de base du Système international de la façon suivante :
{\displaystyle \mathrm {Pa} =\mathrm {\frac {N}{m^{2}}} =\mathrm {\frac {kg}{m\;s^{2}}} }.
Une pression d’un pascal est une contrainte uniforme qui, agissant sur une surface plane d'un mètre carré, exerce perpendiculairement à cette surface une force totale d'un newton.

## Unités de pression
La correspondance entre le pascal et les unités de pression n'appartenant pas au SI passe par la valeur standard de la pression atmosphérique :
1 013,25 hPa = 101 325 Pa = 1,013 25 bar = 1 atm = 760 torr.

## Multiples usuels
Le pascal étant une unité relativement petite par rapport aux valeurs usuelles, on utilise souvent ses multiples :
- l’hectopascal (hPa)[a] : 1 hPa = 102 Pa = 100 Pa = 100 N m−2 ;
- le kilopascal (kPa) : 1 kPa = 103 Pa = 1 000 Pa = 1 000 N m−2 ;
- le mégapascal (MPa) : 1 MPa = 106 Pa = 1 000 000 Pa = 1 000 000 N m-2 = 1 N mm−2 ;
- le gigapascal (GPa) : 1 GPa = 109 Pa = 1 000 000 000 Pa = 1 000 000 000 N m−2 = 1 kN mm−2 ;
- le térapascal (TPa) : 1 TPa = 1012 Pa = 1 000 000 000 000 Pa = 1 000 000 000 000 N m−2.

## Conversions
Les conversions vers des unités hors du SI :
- 1 Pa ≈ 7,500 615 × 10−3 mmHg (millimètre de mercure ou torr) ;
- 1 Pa ≈ 9,869 233 × 10−6 atm (atmosphère normale) ;
- 1 Pa = 10−5 bar ;
- 1 hPa = 10−3 bar = 1 mbar ou millibar ;
- 1 Pa ≈ 1,42 × 10−4 psi.

Soit : 105 Pa = 1 bar = 1 000 mbar ≈ 10,19 mCE (mètres de colonne d'eau) ≈ 0,987 atm.

## Newton par mètre carré
Le newton par mètre carré (N m−2, N/m²) est, avec le pascal qui lui est équivalent, l'unité de pression ou de contrainte du Système international d'unités (SI).
Elle met en relation le newton, une unité de mesure de force, et une unité d'aire, le mètre carré. Elle représente donc la force exercée sur une surface d’un mètre carré. Le N/m² est une unité importante en physique et en ingénierie pour comprendre la répartition de la force sur une surface. Le newton par mètre carré est recommandé dans les procès-verbaux de la session de 1956 du CIPM. En France on lui a substitué le pascal (Pa) en 1961, adopté en 1971 par la 14e Conférence générale des poids et mesures. Bien que l'usage du pascal soit fortement recommandé, le newton par mètre carré demeure une unité SI. Le pascal se définit comme « la contrainte qui, agissant sur une surface plane de 1 mètre carré, exerce sur cette aire une force totale de 1 newton ». Les multiples du newton par mètre carré se comprennent en kilonewton par mètre carré (kN/m²), méganewton par mètre carré (MN/m²) et giganewton par mètre carré (GN/m²). On trouve aussi le micronewton par mètre carré (µN/m²).
On trouve aussi dans la littérature le newton par millimètre carré (1N/mm² = 1MPa), qui peut être utilisé dans certains contextes techniques. Cette unité est éventuellement préférée au Pascal lorsque la force appliquée s'applique à une surface réduite.
Aux États-Unis, le pascal n'a pas été généralement accepté comme unité de pression pour mesurer le vide et n'est que rarement rencontré dans la littérature ; le newtons par mètre carré est toujours utilisé. Dans le domaine de l'ingénierie industrielle des plasmas, il est encore courant de citer la pression du vide en torr. En charpenterie ou charpenterie métallique, une charge (ponctuelle ou répartie) peut s'exprimer en kN/m² ou en MN/m², quand la contrainte s'exprimera en N/mm²,,,. Le module d'élasticité de valeur très grande utilise le giganewton par mètre carré (1GN/m²=1GPa). En métallurgie les unités de contrainte incluent,, :
- le mégapascal (= 1N/mm²)
- le newton par millimètre carré
- le psi (= 6,89 × 10−3 N/mm2)
- le ksi
- le tsi (ton force per square inch 1 tsi = 15,44N/mm²)
- 1000 lbf per square inch = 6,89N/mm²